# La Cascade (Rousseau)
Pour les articles homonymes, voir Cascade et Immeuble La Cascade.
La Cascade est un tableau réalisé par le peintre français Henri Rousseau en 1910. Partie des Jungles pour lesquelles l'artiste est particulièrement reconnu, cette huile sur toile naïve représente dans un paysage s'apparentant à une jungle une petite chute d'eau près de laquelle se tiennent deux personnages noirs ainsi qu'un cerf et une biche. Elle est aujourd'hui conservée à l'Art Institute of Chicago, à Chicago, aux États-Unis.